# دسته لرزان

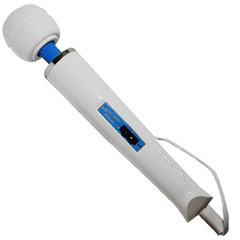
دسته لرزان مدل هیتاچی

دستهٔ لرزان (انگلیسی: Wand vibrator) یک دستگاه ماساژ است که اغلب به عنوان  اسباب‌بازی جنسی استفاده می‌شود. فرم رایج آن یک توپ ارتعاشی گرد است که بر سر دسته آن نصب شده. لرزش و چرخش توپ آن توسط یک موتور برقی تأمین می‌شود که یک چرخ لنگر نامتعادل را می‌چرخاند.
دسته لرزان هیتاچی به عنوان بهترین برند این دستگاه قلم داد می‌شود. شرکت بریتانیای داکسی نیز برند مشابهی دیگر است.
این دستگاه عموماً با باتری شارژ می‌شود. بسیاری از ویبراتورهای ساخته شده از آداپتور برق متناوب آداپتور AC برای تبدیل ولتاژهای اصلی به ولتاژ ایمن تر استفاده می‌کنند.
استفاده اصلی این دستگاه برای خودارضایی، یا تمرینات کنترل ارگاسم و ارگاسم اجباری است.
در مواردی نیز برای انزال‌درمانی کاربرد دارد.